# Big Daddy Kane

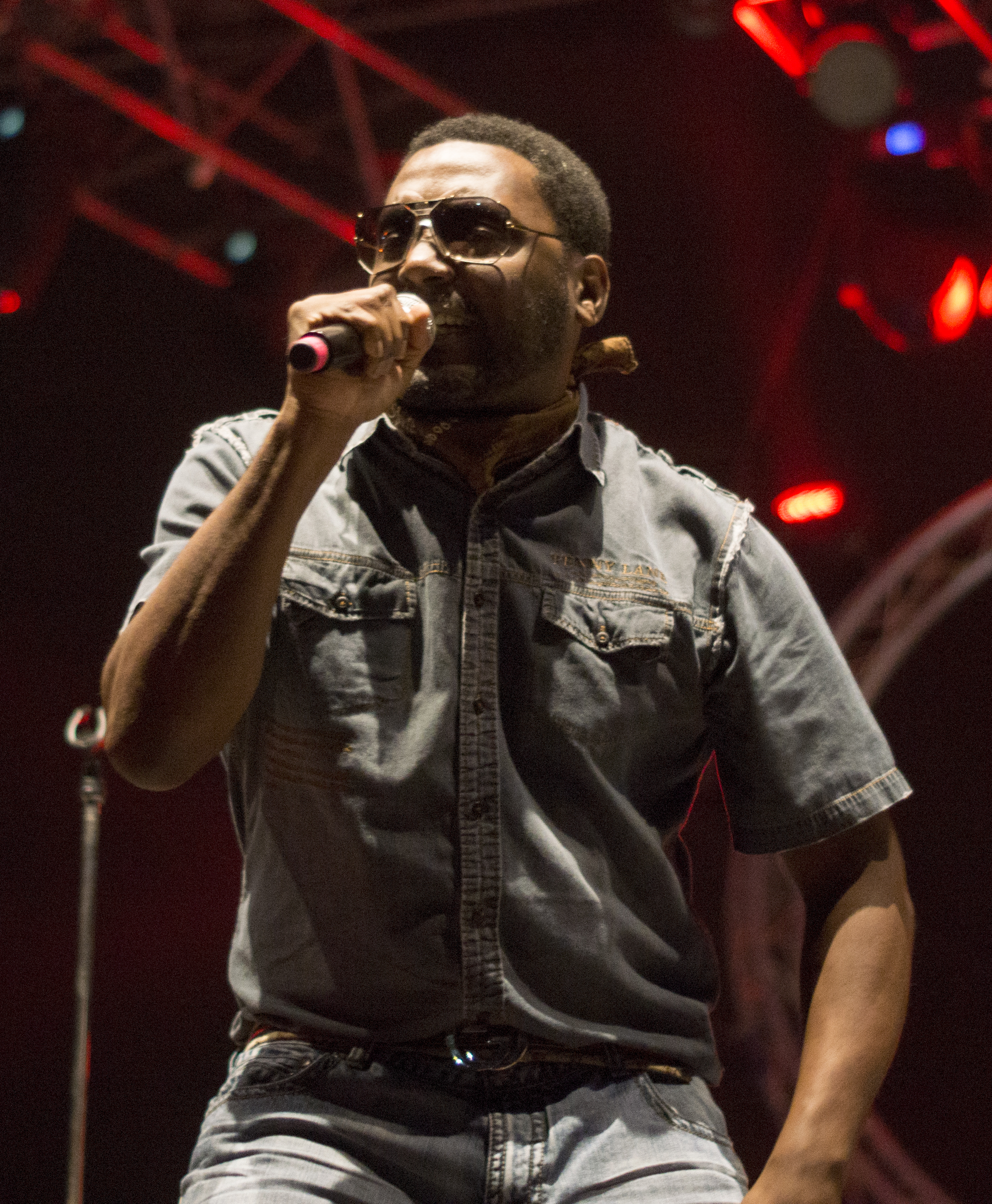
Big Daddy Kane beim Hip Hop Kemp (2013)

Big Daddy Kane (* 10. September 1968 in Brooklyn, New York; bürgerlich: Antonio M. Hardy) ist ein US-amerikanischer Rapper. Zu Beginn seiner Karriere galt er als Vertreter des Hardcore-Rap. Später ließ er zunehmend R&B-Elemente in seine Musik einfließen, sodass diese schließlich dem Pop-Rap zuzurechnen war.
Während seiner Karriere arbeitete Big Daddy Kane mit Künstlern wie Tupac Shakur, Biz Markie, Marley Marl und Barry White zusammen. Als Mitglied der Juice Crew schrieb er Liedtexte für Roxanne Shanté und Biz Markie, von dem er entdeckt wurde.
Big Daddy Kane galt als Sexsymbol und posierte für Playgirl und Madonnas Bildband SEX.

## Werdegang
1984 traf Big Daddy Kane Biz Markie und freundete sich mit diesem an. Er schrieb an mehreren seiner Lieder mit und wurde zusammen mit ihm Mitglied der Juice Crew, deren Kopf Marley Marl war. Von dessen Plattenlabel Cold Chillin’ Records wurde er 1987 unter Vertrag genommen und veröffentlichte im darauf folgenden Jahr die 12"-Single Raw, die in der Underground-Szene sehr gut aufgenommen wurde. Sein Debütalbum Long Live the Kane folgte kurz darauf. Das darauf enthaltene Ain’t No Half-Steppin’ gilt als Klassiker.
1989 erschien It’s a Big Daddy Thing, für das er unter anderem mit dem Produzenten Teddy Riley auf dem Lied I Get the Job Done zusammenarbeitete. Außerdem stärkte er sein Image als Frauenheld, Playboy und Sexsymbol durch Smooth Operator. Diesen Weg verfolgte er mit einem Duett mit Barry White auf seinem Album Taste of Chocolate von 1990 weiter. Noch R&B-lastiger fiel sein nächstes Album Prince of Darkness aus, wodurch er jedoch Ansehen im Hip-Hop-Bereich verlor. 1993 wollte er dies mit Looks Like a Job For… korrigieren. Er scheiterte jedoch, da mittlerweile der Gangsta-Rap der US-amerikanischen Westküste angesagter war. Er wechselte daraufhin zu MCA Records und veröffentlichte dort 1994 Daddy’s Home. Big Daddy Kane nahm sich nun eine mehrjährige Auszeit von der Musik und trat erst wieder 1998 mit seinem Abschiedsalbum Veteranz Day in Erscheinung.

## Schauspielerei
Als Schauspieler debütierte er in Mario van Peebles Western Posse – Die Rache des Jessie Lee aus dem Jahr 1993.

## Diskografie

### Alben
| Jahr | Titel                  | Höchstplatzierung, Gesamtwochen, AuszeichnungChartplatzierungen (Jahr, Titel, Platzierungen, Wochen, Auszeichnungen, Anmerkungen) | Höchstplatzierung, Gesamtwochen, AuszeichnungChartplatzierungen (Jahr, Titel, Platzierungen, Wochen, Auszeichnungen, Anmerkungen) | Anmerkungen         |
| Jahr | Titel                  | UK | US | Anmerkungen         |
| ---- | ---------------------- | --- | --- | ------------------- |
| 1988 | Long Live the Kane     | — | US116 Gold · (19 Wo.)US | Verkäufe: + 500.000 |
| 1989 | It’s a Big Daddy Thing | UK37 (3 Wo.)UK | US33 Gold · (30 Wo.)US | Verkäufe: + 500.000 |
| 1990 | Taste of Chocolate     | — | US37 (16 Wo.)US |                     |
| 1991 | Prince of Darkness     | — | US57 (8 Wo.)US |                     |
| 1993 | Looks Like a Job For…  | — | US52 (9 Wo.)US |                     |
| 1994 | Daddy’s Home           | — | US155 (1 Wo.)US |                     |
| 1998 | Veteranz Day           | — | — |                     |

### Kompilation
- 2001: The Very Best of Big Daddy Kane

### Singles
| Jahr | Titel Album                                      | Höchstplatzierung, Gesamtwochen, AuszeichnungChartplatzierungen (Jahr, Titel, Album, Platzierungen, Wochen, Auszeichnungen, Anmerkungen) | Höchstplatzierung, Gesamtwochen, AuszeichnungChartplatzierungen (Jahr, Titel, Album, Platzierungen, Wochen, Auszeichnungen, Anmerkungen) | Anmerkungen |
| Jahr | Titel Album                                      | UK | US | Anmerkungen |
| ---- | ------------------------------------------------ | --- | --- | ----------- |
| 1988 | Raw Long Live the Kane                           | UK88 (2 Wo.)UK | — |             |
| 1988 | Set It Off Long Live the Kane                    | UK95 (1 Wo.)UK | — |             |
| 1989 | Rap Summary/Wrath of Kane It’s a Big Daddy Thing | UK52 (2 Wo.)UK | — |             |
| 1989 | Smooth Operator It’s a Big Daddy Thing           | UK65 (2 Wo.)UK | — |             |
| 1990 | Ain’t No Stoppin’ Us Now It’s a Big Daddy Thing  | UK44 (3 Wo.)UK | — |             |
| 1993 | Very Special Looks Like a Job For…               | — | US31 (20 Wo.)US |             |
| 1999 | Hold It Down/Uncut, Pure Veteranz Day            | UK86 (1 Wo.)UK | — |             |